# Oost (Groningen)
Oost is een van de zeven gebiedsdelen van de gemeente Groningen. Het omvat het oostelijke deel van de oude gemeente Groningen, voor de fusie met Haren en Ten Boer. Het gebiedsdeel is onderverdeeld in vier wijken: Noordoost, Noorddijk e.o., Meerstad e.o. en Meerdorpen. In het college van b en w dat in 2022 aantrad is Rik van Niejenhuis van de PvdA aangewezen als gebiedsdeelwethouder voor de Oost. De verdeling van de gemeente in gebiedsdelen dateert uit 2014. De oude gemeente Groningen werd toen in vijf stadsdelen verdeeld. Bij de samenvoeging met Haren en Ten Boer in 2019 werd dat uitgebreid tot zeven, waarbij de oude gemeenten Haren en Ten Boer beide in hun geheel een nieuw gebiedsdeel werden.